# 500 miles d'Indianapolis 1993

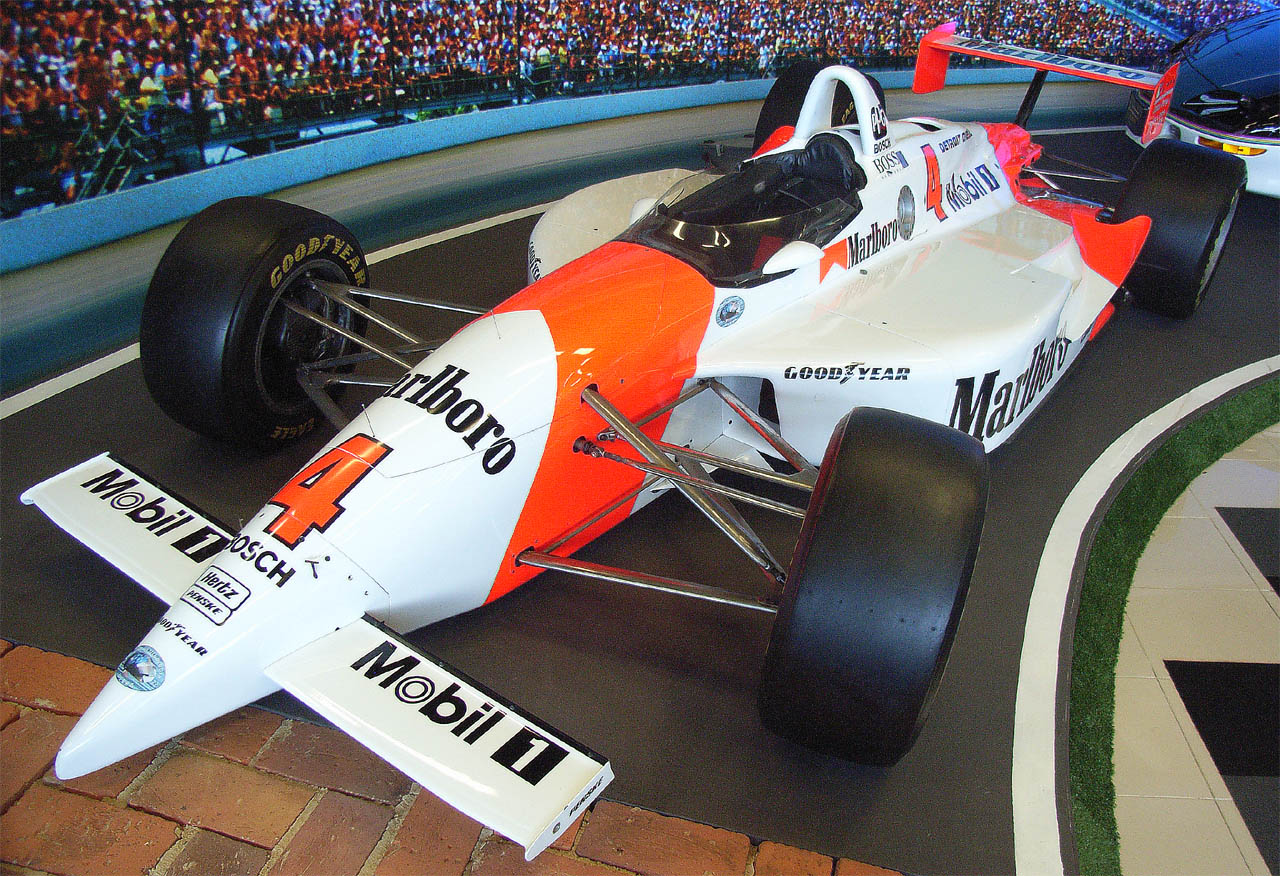
La Penske-Chevrolet d'Emerson Fittipaldi, victorieuse de l'édition 1993 des 500 miles d'Indianapolis.

Les 500 miles d'Indianapolis 1993, organisés le 30 mai 1993 sur l'Indianapolis Motor Speedway, ont été remportés par le pilote brésilien Emerson Fittipaldi sur une Penske-Chevrolet.

## Grille de départ
| Ligne | Intérieur             | Milieu          | Extérieur           |
| 1     | Arie Luyendyk         | Mario Andretti  | Raul Boesel         |
| 2     | Scott Goodyear        | Al Unser Jr.    | Stefan Johansson    |
| 3     | Paul Tracy            | Nigel Mansell   | Emerson Fittipaldi  |
| 4     | Roberto Guerrero      | Scott Brayton   | Danny Sullivan      |
| 5     | Nelson Piquet         | Kevin Cogan     | Stéphan Grégoire    |
| 6     | Jeff Andretti         | Teo Fabi        | Gary Bettenhausen   |
| 7     | Jimmy Vasser          | Stan Fox        | Lyn St. James       |
| 8     | Tony Bettenhausen Jr. | Al Unser        | John Andretti       |
| 9     | Robby Gordon          | Hiro Matsushita | Dominic Dobson (en) |
| 10    | Davy Jones            | Geoff Brabham   | Willy T. Ribbs      |
| 11    | Jim Crawford          | Didier Theys    | Eddie Cheever       |

La pole a été réalisée par Arie Luyendyk à la moyenne de 360,440 km/h. Il s'agit également du meilleur chrono des qualifications.

## Classement final
| no | Pilote                | Voiture          | Tours | Temps/Abandon     |
| 1  | Emerson Fittipaldi    | Penske-Chevrolet | 200   |                   |
| 2  | Arie Luyendyk         | Lola-Ford        | 200   |                   |
| 3  | Nigel Mansell (R)     | Lola-Ford        | 200   |                   |
| 4  | Raul Boesel           | Lola-Ford        | 200   |                   |
| 5  | Mario Andretti        | Lola-Ford        | 200   |                   |
| 6  | Scott Brayton         | Lola-Ford        | 200   |                   |
| 7  | Scott Goodyear        | Lola-Ford        | 200   |                   |
| 8  | Al Unser Jr.          | Lola-Chevrolet   | 200   |                   |
| 9  | Teo Fabi              | Lola-Chevrolet   | 200   |                   |
| 10 | John Andretti         | Lola-Ford        | 200   |                   |
| 11 | Stefan Johansson (R)  | Penske-Chevrolet | 199   |                   |
| 12 | Al Unser              | Lola-Chevrolet   | 199   |                   |
| 13 | Jimmy Vasser          | Lola-Ford        | 198   |                   |
| 14 | Kevin Cogan           | Lola-Chevrolet   | 198   |                   |
| 15 | Davy Jones            | Lola-Chevrolet   | 197   |                   |
| 16 | Eddie Cheever         | Lola-Buick       | 197   |                   |
| 17 | Gary Bettenhausen     | Lola-Menard      | 197   |                   |
| 18 | Hiro Matsushita       | Lola-Ford        | 197   |                   |
| 19 | Stéphan Grégoire (R)  | Lola-Buick       | 195   |                   |
| 20 | Tony Bettenhausen Jr. | Penske-Chevrolet | 195   |                   |
| 21 | Willy T. Ribbs        | Lola-Ford        | 194   |                   |
| 22 | Didier Theys          | Lola-Buick       | 193   |                   |
| 23 | Dominic Dobson (en)   | Galmer-Chevrolet | 193   |                   |
| 24 | Jim Crawford          | Lola-Chevrolet   | 192   |                   |
| 25 | Lyn St. James         | Lola-Ford        | 176   | boite de vitesses |
| 26 | Geoff Brabham         | Lola-Menard      | 174   | moteur            |
| 27 | Robby Gordon (R)      | Lola-Ford        | 165   | boite de vitesses |
| 28 | Roberto Guerrero      | Lola-Chevrolet   | 125   | accident          |
| 29 | Jeff Andretti         | Lola-Buick       | 124   | accident          |
| 30 | Paul Tracy            | Penske-Chevrolet | 94    | accident          |
| 31 | Stan Fox              | Lola-Buick       | 64    | moteur            |
| 32 | Nelson Piquet (R)     | Lola-Menard      | 38    | moteur            |
| 33 | Danny Sullivan        | Lola-Chevrolet   | 29    | accident          |

Un (R) indique que le pilote était éligible au trophée du "Rookie of the Year" (meilleur débutant de l'année), attribué à Nigel Mansell.